# Angustialata
Angustialata là một chi bướm đêm thuộc họ Gelechiidae.